# أميل جانينجز
 أميل جانينجز (بالألمانية: Emil Jannings) هو ممثل ألماني (من مواليد 23 يوليو 1884 في سانت غالن، سويسرا) ممثل ألماني، اشتهر في أفلام عشرينيات القرن العشرين في هوليوود. كان أول من حصل على جائزة أوسكار، وكُرِّم بجائزة الأوسكار لأفضل ممثل في حفل عام 1929. جانينجز هو الألماني الوحيد الذي حصل على تلك الجائزة على الإطلاق.
أكثر ما يشتهر به جانينجز هو تعاوناته مع أف. دبليو. مورناو وجوسيف فون ستيرنبيرغ، ومن ضمنها فيلم دير بلاو إينغيل (الملاك الأزرق)، مع مارلينه ديتريش. كان الغرض من فيلم دير بلاو إينغيل هو تحقيق جانينجز مكانةً لنفسه في وسط السينما الناطقة الجديد، ولكن ديتريش انتزعت إعجاب الجمهور. مثَّل جانينجز لاحقًا دور البطولة في عدد من أفلام الدعاية النازية، ما جعله غير صالح للتمثيل بعد سقوط الرايخ الثالث.

## طفولته وشبابه
وُلد جانينجز في رورشاخ، سويسرا، وهو ابن إميل جانينز، رجل أعمال أمريكي من سانت لويس، وزوجته مارجريت (اسمها قبل الزواج شوابه)، وأصلها من ألمانيا. كان جانينجز يحمل الجنسية الألمانية، انتقلت عائلته إلى لايبزيغ في القيصرية الألمانية وإلى غورليتس بعد الوفاة المبكرة لوالده.
هرب جانينجز من المدرسة وذهب إلى البحر. عندما عاد إلى غورليتس، سمحت له والدته أخيرًا بالبدء بالتدرب في مسرح البلدة الوطني، حيث بدأ جانينجز بمهنته المسرحية. عمل منذ عام 1901 فصاعدًا مع عدة شركات مسارح في بريمن، ونورنبرغ، ولايبزيغ، وكونيغسبرغ، وغلوغو قبل انضمامه إلى طاقم المسرح الألماني بإدارة ماكس راينهارد في برلين. توظَّف بشكل دائم منذ عام 1915، والتقى جانينجز بالكاتب المسرحي كارل فّولمولير، وزميله الممثل أرنست لوبيتش، والمصورة فريدا ريس، التي كانت بعد الحرب العالمية الأولى في قلب ثقافة فايمار في عشرينيات القرن العشرين في برلين. تَقدَّم جانينجز تقدمًا باهرًا في عام 1918 بتمثيله دور القاضي آدم في مسرحية كلايست بعنوان الجرة المكسورة في الشاوشبيلهاوس (المسرح).

## سيرته المهنية
كان جانينجز ممثلًا مسرحيًا انتقل إلى مجال الأفلام، رغم أنه بقي غير راضٍ عن الإمكانات التعبيرية المحدودة في عصر السينما الصامتة. بعد توقيعه للعقد مع شركة يو أف أي للإنتاج، مثَّل دور البطولة في فيلم دي أوغن دي مومي ما (1918) ومدام دوباري (1919)، وكان كلاهما مع بولا نيغري في الدور النسائي الرئيس. مثَّل في فيلم عام 1922 بعنوان أوتيلو وفي فيلم للمخرج أف. دبليو. مورناو بعنوان دير ليتزي مان (1924)، بدور بواب فندق فخور ولكنه كبير في السن تُنزَّل مرتبته في العمل إلى خادم في المرافق الصحية. عمل جانينجز مع مورناو على فيلمين، ولعب الدور الرئيس في فيلم هير تاتوف (1925)، ودور مفستوفيليس في فيلم فاوست (1926).

### أمريكا
تَمكن جانينجز عن طريق شهرته المتزايدة من توقيع اتفاق مع باراماونت بيكتشرز ولحق بالنهاية بزملائه في التمثيل لوبيتش ونيغري إلى هوليوود. بدأ حياته المهنية عام 1927 بفيلم طريق اللحم من إخراج فيكتور فليمنغ (مفقود الآن) ومثَّل في السنة التالية في فيلم المهمة الأخيرة لجوسيف فّون ستيرنبيرغ. فاز جانينجز في عام 1929 بأول جائزة أوسكار لأفضل ممثل لعمله في الفيلمين. تعاون هو وستيرنبرغ في فيلم ستريت أوف سِن (1928)، بالرغم من اختلافهم حول تمثيل جانينجز أمام الكاميرا.

## روابط خارجية
- أميل جانينجز على موقع IMDb (الإنجليزية)
- أميل جانينجز على موقع الموسوعة البريطانية (الإنجليزية)
- أميل جانينجز على موقع مونزينجر (الألمانية)
- أميل جانينجز على موقع ألو سيني (الفرنسية)
- أميل جانينجز على موقع ميوزك برينز (الإنجليزية)
- أميل جانينجز على موقع تيرنر كلاسيك موفيز (الإنجليزية)
- أميل جانينجز على موقع أول موفي (الإنجليزية)
- أميل جانينجز على موقع قاعدة بيانات الأفلام السويدية (السويدية)
- أميل جانينجز على موقع إن إن دي بي (الإنجليزية)
- أميل جانينجز على موقع قاعدة بيانات الفيلم (الإنجليزية)